# 涅達什基
50°58′32″N 29°14′2″E / 50.97556°N 29.23389°E
內達什基（烏克蘭語：Недашки），是烏克蘭北部日托米爾州科羅斯堅區的村落，始建於1570年，面積3.4平方公里，海拔高度164米，2001年人口592，97%居民使用烏克蘭語。